# Carl August Julius Milde
Carl August Julius Milde (ur. 2 listopada 1824 we Wrocławiu, zm. 3 lipca 1871 w Merano) – niemiecki botanik.
Był synem żołnierza. Uczył się w rodzinnym mieście, najpierw do 1844 w Gimnazjum św. Marii Magdaleny, a później na Uniwersytecie Wrocławskim. W 1850 r. uzyskał doktorat na podstawie rozprawy o powstawaniu zarodników u skrzypów . Po studiach, od 1852 aż do śmierci pracował z przerwami jako nauczyciel we wrocławskich gimnazjach, prowadząc jednocześnie badania botaniczne. Materiał do badań zbierał osobiście, głównie na Śląsku i we Włoszech (w latach 1861–1864), ale na szeroką skalę opracowywał także materiał roślinny z innych regionów Europy, a także z Azji, Afryki i Ameryki Południowej, który pochodził z różnych kolekcji europejskich . Specjalizował się w badaniach paprotników i mszaków, w mniejszym stopniu też grzybów oraz roślin nasiennych .
Został wybrany na członka Leopoldyńsko-Karolińskiej Akademii Przyrodników, był także członkiem Śląskiego Towarzystwa Kultury Ojczystej .
Opisał 148 nowych taksonów roślin. Milde został upamiętniony w wielu nazwach gatunkowych i rodzajowych roślin, a także w nazwie gatunkowej porostu .